# Frits Kalshoven
Frits Kalshoven (* 29. Januar 1924 in Den Haag; † 6. September 2017) war ein niederländischer Marineoffizier a. D., Jurist und Experte im Bereich des humanitären Völkerrechts. Er war zuletzt emeritierter Professor für internationales öffentliches Recht und humanitäres Völkerrecht an der Universität Leiden.

## Leben
Frits Kalshoven wurde 1924 in Den Haag geboren und trat 1945 in die Königlich-niederländische Marine ein, in der er bis 1967 als Offizier diente. Während dieser Zeit schloss er 1954 ein Studium der Rechtswissenschaften an der Universität Leiden ab. Anschließend wirkte er als Dozent in den Bereichen Strafrecht und internationales Recht am Koninklijk Instituut voor de Marine, der Offiziershochschule der niederländischen Marine. Nach seinem Ausscheiden aus dem aktiven Militärdienst wurde er 1967 Mitarbeiter der Abteilung für internationales öffentliches Recht der Universität Leiden, vier Jahre später promovierte er mit einer Arbeit über Repressalien im Krieg. Von 1970 bis 1985 wirkte er als Dozent beziehungsweise Professor für internationales öffentliches Recht an der Universität Leiden. 1975 übernahm er darüber hinaus auch den vom Niederländischen Roten Kreuz geschaffenen Lehrstuhl für humanitäres Völkerrecht, den er bis 1989 innehatte, und wirkte bis 1993 als Rechtsberater des Roten Kreuzes in den Niederlanden. Im Jahr 1985 war er Dozent und ein Jahr später Studiendirektor an der Haager Akademie für Völkerrecht. Von 1999 bis 2002 wirkte er als Gastprofessor an der Reichsuniversität Groningen.
Frits Kalshoven war als Mitglied der jeweiligen niederländischen Delegationen unter anderem an der Ausarbeitung der beiden Zusatzprotokolle von 1977 zu den Genfer Konventionen und der Konvention von 1980 „über das Verbot oder die Beschränkung des Einsatzes bestimmter konventioneller Waffen, die übermäßige Leiden verursachen oder unterschiedslos wirken können“, beteiligt. Von 1991 bis 2002 gehörte er der Internationalen humanitären Ermittlungskommission an, davon ab 1997 als deren Präsident. Während dieser Zeit war er von 1992 bis 1993 Vorsitzender einer Expertenkommission der Vereinten Nationen zur Untersuchung von möglichen Verstößen gegen das humanitäre Völkerrecht auf dem Territorium des ehemaligen Jugoslawiens. Er starb 2017 im Alter von 93 Jahren.

## Auszeichnungen
Frits Kalshoven erhielt 1973 den Ciardi-Preis der Internationalen Gesellschaft für Militär- und Kriegsrecht für seine Dissertationsschrift, die im Jahr 2005 in zweiter Auflage erschien. Er war darüber hinaus Träger des Verdienstkreuzes der Niederländischen Rotkreuz-Gesellschaft und Ehrenprofessor am Internationalen Institut für humanitäres Recht in San Remo. Im Jahr 2003 wurde ihm die Henry-Dunant-Medaille verliehen, die höchste Auszeichnung der Internationalen Rotkreuz- und Rothalbmond-Bewegung.

## Werke (Auswahl)
- Belligerent Reprisals. Dissertationsschrift. Leiden 1971 und Neuauflage 2005
- The law of warfare: A summary of its recent history and trends in development. Leiden 1973
- Constraints on the waging of war: an introduction to international humanitarian law. Dritte Auflage. Genf 2001 (als Mitautor); Volltext verfügbar beim Projekt eLibrary Austria (eLib)
- Assisting the victims of armed conflicts and other disaster. Dordrecht, Boston und London, 1989 (als Herausgeber)
- Implementation of international humanitarian law. Dordrecht, Boston und Norwell 1989 (als Herausgeber)
- Reflections on the Law of War. Leiden 2007